# Ioan Scurtu
Ioan Scurtu (n. 27 noiembrie 1940, Dochia, Neamț) este un istoric și un cadru didactic român.
A absolvit Facultatea de Istorie a Universității din București în anul 1962, devenind doctor în istorie (1971) cu lucrarea "Istoria Partidului Țărănesc în România", publicată în 1975. Cadru didactic la Facultatea de Istorie, Universitatea din București între 1962 și 2004, apoi la Universitatea Spiru Haret și la Facultatea de Arhivistică.
A ocupat diferite funcții profesionale: șeful catedrei Istoria românilor 1990 - 2003, Universitatea din București, director general al Arhivelor Naționale, 1991 - 1996, director al Institutului de istorie „Nicolae Iorga” (2001 - 2006), director general-adjunct al Institutului Revoluției Române din Decembrie 1989 din 2004, președintele Societății de Știinte Istorice din România, din 1998, membru titular al Academiei Oamenilor de Știință din România din 1998, prorector al Universității Spiru Haret, 2004 - 2007, decanul Facultății de Istorie, Muzeologie și Arhivistică a Universității Spiru Haret din 2007.
A fost și consilier al președintelui Ion Iliescu în mandatul acestuia din 2000-2004.
A  publicat peste 100 de cărți, dintre care 28 personale (de autor), 38 în calitate de coordonator și coautor, 53 coautor; 7 în limbi de circulație internațională. De asemenea, a publicat circa 220 de studii în reviste de specialitate, dintre care 209 de autor, iar 22 în limbi de circulație internațională (engleză, franceză, rusă, germană). O parte din acestea au fost publicate în volumul Ioan Scurtu: Studii de istorie (2002, 574 pagini). Se adaugă mai mult de 25 de prefațe, studii introductive, recenzii, note bibliografice. În anul 2000 a apărut volumul Omagiu istoricului Ioan Scurtu, 822 pagini.

## Lucrări publicate
- România. Viața politică în documente. 1945, 1946, 1947 (3 vol., în colab., 1994 - 1996).
- Minoritățile naționale din România. 1918 - 1938 (3 vol., în colab., 1995 - 1999).
- Totalitarismul de dreapta. Origini, manifestări, evoluție. 1918 - 1941 (6 vol., în colab., 1996 - 2003).
- Stenograme ale ședințelor Biroului Politic al C.C. al P.M.R., 1948, 1949, 1950 (3 vol. în colab., 2002 – 2004).
- Documente străine despre români (în colab., 1992), cu ediție în limba engleză (1992).
- Din viața politică a României. Întemeierea și activitatea Partidului Țărănesc. 1918 - 1926 (1975), ediția a II-a cu titlul Istoria Partidului Țărănesc (2002)
- Din viața politică a României. Studiu critic privind istoria Partidului Național-Țărănesc. 1926 - 1947 (1983), ediția a II-a, sub titlul Istoria Partidului Național- Țărănesc, apărută în 1994.
- Ion I.C. Brătianu. Activitatea politică (1992);
- Iuliu Maniu. Activitatea politică (1995).
- Viața cotidiană a românilor în perioada interbelică (2001)
- Istoria românilor în timpul celor patru regi (4 volume, 1006 p.).
- România și Marile Puteri (2 vol., 1999 și 2000),
- România în anii celui de-al doilea război mondial, vol. I (în colab., 1989),
- The Red Army in Romania (în colab, 2000).
- Alba Iulia. 1 decembrie 1918 (1988),
- Anul 1940. Drama românilor dintre Prut și Nistru (în colab., 1992),
- Un episod dramatic din istoria României: 30 august 1940 (1990),
- Actul de la 23 august 1944 în context internațional (în colab., 1984),
- Sfîrșitul dictaturii. București 21 - 25 decembrie 1989 (în colab., 1990);
- Marea Unire din 1918 în context internațional (în colab., 2003),
- Revoluția Română din Decembrie 1989 în context internațional (2006).
- 1907 în viziunea contemporanilor (în colaborare, 2007)
- Structuri politice în Europa Centrală și de Sud-Est, coord. (2 vol.), cu ediție în limba engleză (2003).
- Istoria Basarabiei din cele mai vechi timpuri până astăzi (în colab., ed. I-a 1994, ed. a II-a 1998, ed. a III-a 2003, și o ediție în limba rusă, 2001);
- România. Evoluție în timp și spațiu (în colab., 1996);
- Democrația la români. 1866 - 1938 (în colab., 1990);
- Istoria Românilor în secolul XX (în colab., 1999);
- Istoria contemporană a României. 1918 - 2001 (2002, ed. a II-a, 1918 – 2003, în 2003;
- Enciclopedia partidelor politice. 1866 - 1994 (în colab., 1995);
- Enciclopedia de istorie a României, vol. I (în colab., 2000, ed. a II-a, 2001), vol. II (2003),
- Dicționar enciclopedic (în colab., vol. I - 1993, II - 1996, III - 1999).
- Coautor și coordonator al volumului VIII al Tratatului de Istoria Românilor. România Întregită (1918-1940), apărut sub egida Academiei Române în anul 2003.